# Sestre
Sestre es un grupo de drag queens esloveno, mejor conocidos por haber representado a su país en el Festival de la Canción de Eurovisión 2002. Está compuesto por Tomaž ("Marlenna"), Damjan ("Emperatrizz") y Srečko ("Daphne") y han trabajado junto desde 2000 bajo el nombre Suspender Sister con un estilo drag clásico en sus presentaciones.

## Eurovisión 2002
En febrero de 2002, ellos trabajaron con el equipo creativo de Dom Svobode y juntos crearon una de las más controvertidas presentaciones en el Festival de Eurovisión. Luego de ganar el concurso EMA 2002 tuvieron el derecho de representar a Eslovenia en Eurovisión ese año, celebrado en la ciudad de Tallin, Estonia. Su canción, "Samo Ljubezen" finalizó en el 13° puesto con 33 puntos.
Luego de celebrado el certamen, el trío siguió llamando la atención en toda Europa.

## Después de Eurovisión
Se presentaron por todo el continente europeo y fueron invitados en diversas oportunidades a Alemania, Francia, Suecia, Austria, Croacia, Italia, el Reino Unido, Bosnia, Serbia, Macedonia, y Estonia. Además, se presentaron en uno de los shows más populares de Channel 4 del Reino Unido, Eurotrash.
En octubre de 2002, lanzaron su primer álbum de estudio, Souvenir, bajo el sello Menart y con el apoyo del equipo co-operacional Dom Svobode: Magnifico, Barbara Pešut y Schatzi. El álbum fue grabado en esloveno, aunque gran parte de las canciones están traducidas al inglés, español, francés y alemán.

## Premios
Grabaron dos videos musicales en Belgrado, Serbia con el popular director Dejan Miličević, y además recibieron el premio Victor Victoria en 2002 como el Grupo más Popular en Serbia desde Eslovenia.
También ganaron el premio Fesion ese mismo año por Mejor Estilo Personal en Eslovenia y el Golden Record por su primer sencillo "Samo Ljubezen".
Su primera gran presentación fue en diciembre de 2002 en el Gala Hall del Hotel Union en Liubliana, el que fue todo un éxito y con el que el grupo se convirtió en parte importante de la escena musical eslovena.

## Discografía
- Souvenir (2002)